# Francesco Renard
Francesco Renard (Firenze, ... – ...; fl. XIX secolo) è stato un ingegnere e architetto italiano.

## Biografia
Francesco Renard fu ingegnere granducale sotto Leopoldo II di Lorena e fece parte per trentacinque anni del Corpo degli ingegneri di acque e strade, lavorando al contempo come agrimensore, perito agrario e cartografo. Fu l'ultimo dei professionisti toscani impiegati nelle opere di bonifica, nella fase di transizione con il Regno d'Italia.
Fiorentino, si formò all'Accademia di belle arti ed entrò nel corpo ingegneri intorno al 1835. Lavorò a stretto contatto con Alessandro Manetti in Maremma e si occupò dei lavori di bonifica della Valdichiana come membro della Soprintendenza idraulica. Nel 1840 scrisse una relazione sul restauro della facciata del duomo di Grosseto. Nel 1844 fu a Livorno per i lavori di ampliamento del porto e del centro abitato; negli stessi anni disegnò dei progetti riguardanti la foce del fiume Arno. Dall'aprile 1854 diresse i lavori di bonifica del lago di Bientina, ricevendo il plauso del granduca che lo definì uomo «di valore» e «diligenza»; i lavori si conclusero ufficialmente dieci anni dopo, con cerimonia ufficiale presieduta dallo stesso Renard nel 1863.
Dopo la fine del granducato e la proclamazione del governo provvisorio toscano nel 1859, fu chiamato a sostituire Manetti quale direttore del Corpo degli ingegneri di acque e strade e allo stesso modo anche dell'Ufficio di bonificamento delle Maremme, per cui aveva già lavorato in precedenza quale aiuto ingegnere. Renard diresse le bonifiche maremmane seguendo le indicazioni degli scienziati Gaetano Giorgini e Antonio Salvagnoli Marchetti, rivali del Manetti e contrari al metodo della colmata che era stato attuato in Maremma.
Dopo l'unità d'Italia fu confermato alla guida del nuovo Circolo tecnico delle bonifiche. Nel 1867 redasse il progetto per la costruzione dell'acquedotto di Grosseto. In seguito alla soppressione dell'ente di bonifica nel 1870, continuò a lavorare per il Genio civile di Grosseto quale ingegnere capo di prima classe.
Ebbe il titolo di cavaliere di Santo Stefano.